# Jens Toornstra
Jens Toornstra (* 4. dubna 1989 Alphen aan den Rijn) je nizozemský profesionální fotbalista, který hraje na pozici ofensivního záložníka za nizozemský klub Feyenoord. Mezi lety 2013 a 2017 odehrál také 4 zápasy v dresu nizozemské reprezentace.

## Klubová kariéra
Na profesionální úrovni začínal v Nizozemsku v roce 2009 v klubu ADO Den Haag. V lednu 2013 přestoupil do FC Utrecht. V srpnu 2014 opět změnil působiště, posílil Feyenoord. Zde podepsal čtyřletý kontrakt.

## Reprezentační kariéra
Toornstra byl členem Jong Oranje (nizozemský reprezentační výběr do 21 let).
V nizozemském reprezentačním A-mužstvu debutoval 7. června 2013 v Jakartě v přátelském zápase proti Indonésii (výhra 3:0). O čtyři dny později absolvoval další přátelské utkání, tentokrát v Pekingu proti Číně (výhra 2:0).